# Нова подружка (фільм)
«Нова подружка» (фр. Une nouvelle amie) — фільм 2014 року французького режисера Франсуа Озона.

## Сюжет
«Нова подружка» Франсуа Озона починається з похорону. Прекрасна Лора померла зовсім молодою, залишивши чоловіка Давида (Ромен Дюріс) і крихітну доньку. Не менше за Давида вбита горем Клер (Анаїс Демустьє), найближча подруга Лори з дитячих років − не те щоб зовсім негарна, але й не бозна яка красуня, така собі фрейліна при королеві. На похоронах Клер зі сльозами на очах клянеться піклуватися про Давида і малятко до кінця свого життя.
Одного разу під час ранкової пробіжки Клер вирішує без попередження відвідати Давида, який живе неподалік. На стукіт у двері ніхто не відгукується, але зсередини чути дитячий плач, і Клер заходить у будинок. У вітальні вона бачить блондинку з немовлям, яка сидить до неї спиною. Клер вимовляє: «Вибачте, мадам…», блондинка злякано повертається − і виявляється Девідом у перуці та жіночому одязі. Ще точніше − в одязі Лори.
«Нову подружку» можна звести до банального любовного трикутника, і трейлер нав'язує глядачеві саме цю спрощену версію. Насправді тут фігура куди більш хитромудра, оскільки Девід постає одразу в трьох іпостасях. Для рідних і знайомих він колишній Девід, для Клер він немов воскресла Лора, а для чоловіка Клер, якому та повинна щось брехати, він взагалі Вірджинія, нова подружка дружини.
Таємний трансвестит мріє бути явним, і завдяки Клер мрії збуваються. Дамочки бродять по магазинах, влаштовують дівич-вечір при свічках, Клер робить подружці епіляцію нижньої частини спини − туди їй/йому самій/самому не дотягнутися. А ще вирушають до гей-клубу, де Девід-Лора-Вірджинія зі сльозами на очах слухає пісню про те, як добре нарешті відчути себе жінкою.

## Ролі
| Актор            | Роль      |
| ---------------- | --------- |
| Ромен Дюріс      | Вірджинія |
| Анаїс Демустьє   | Клер      |
| Рафаель Персонас | Жілль     |
| Ізільд Ле Беско  | Лаура     |

## Цікавинки
- Прем'єра фільму відбулась 6 вересня 2014 року на Міжнародному кінофестивалі в Торонто.
- Фільм був пізніше показаний на кінофестивалі в Сан-Себастьяні 20 вересня 2014 року, де він виграв премію Себастьян[4].
- Фільм також був представлений в Цюрихському кінофестивалі 2 жовтня 2014 року і Лондонському кінофестивалі 11 жовтня 2014 року.